# 波音 MQ-28 幽灵蝙蝠
波音 MQ-28 幽灵蝙蝠，以前称为波音空中力量编队系统( ATS )，由波音澳大利亚为澳大利亚皇家空军(RAAF) 开发，它是一种被称为忠诚僚机（Loyal Wingman）的隐形、多用途无人机。以前称为波音空中力量组队系统（ATS），也称为皇家僚机项目。 它被设计为一种可以在使用人工智能的自主行动中单独使用的載具，或者跟随有人驾驶飞机来协助和增强其力量。 

## 发展
MQ-28 是一款在机头集成了人工智能并采用模块化任务包系统的无人机。飞机的整个机头可以全部拆除，并快速更换为带有不同装备组或武器的机头部分，用于战斗、部队侦察、电子战等。其职责之一是协助澳大利亚皇家空军的有人驾驶飞机，例如 F-35A、F/A-18F 和 E-7A 进行防御和监视行动。该无人机被设计为充当“忠实僚机”，由母机驾驶执行侦察和在受到攻击时遮挡敌机等任务。 它还可以独立运行。 
该飞机将是澳大利亚半个多世纪以来开发和设计的第一架战斗机。 波音表示，这架飞机是在昆士兰州还是在美国制造“取决于市场”。2021 年 9 月 21 日，澳大利亚波音公司宣布，新的生产设施将在昆士兰州图文巴的图文巴韦尔坎普机场开始运营。
澳大利亚皇家空军最初计划购买三个空中力量组合系统（ATS），作为皇家僚机开发计划（LWADP）的一部分。这三台是在昆士兰州布里斯班的自动化生产线上制造的。该生产线是为了测试整体量产计划。 首飞日期后，生产订单增加至六架飞机，合同价值 1.15 亿澳元。

## 发布
全尺寸模型在 2019 年阿瓦隆航展上亮相后，第一架真实飞机于 2020 年 3 月实现系统通电，澳大利亚波音公司于 2020 年 5 月完成。 随附的公开图片显示了原型机的详细信息，视频描述了无人机的操作能力。 澳大利亚总理斯科特·莫里森表示：“对于我们国家和澳大利亚国防改革来说，这确实是一个历史性时刻。皇家僚机计划探索了我们空军防御和盟国未来所需的关键能力。它将成为主轴去做。”

## 测试
波音公司于 2020 年 9 月宣布首次增加首款 ATS 的发动机功率。 此次发动机测试是地面测试的一部分，为 2020 年底的首飞做准备。
波音空中力量组队系统（ATS）原型机于2020年10月首次实现自行式，并在安伯利空军基地进行了低速滑行测试。2020年12月晚些时候，波音空中力量组队系统在无人远程环境下进行了高速滑行测试。
该原型机于 2021 年 2 月 27 日在伍麦拉空军基地进行了首次飞行。
2021 年 11 月上旬，在伍麦拉试验场限制出入区又进行了两次飞行测试，原型机成功展开和收回起落架。 另一方面，2号原型机首飞成功。

## 命名
2022 年 3 月 21 日，在安伯利空军基地举行了正式命名仪式，宣布皇家僚机命名为 MQ-28A 幽灵蝙蝠，在澳大利亚皇家空军服役。 以澳大利亚北部发现的一种蝙蝠命名。 鬼蝠是澳大利亚特有的哺乳动物，众所周知，它们数量众多，会结队寻找和捕获猎物，而该机独特的传感器、信息处理、监视和侦察能力则体现了这一特点。